# 増田珠
増田 珠（ますだ しゅう、1999年5月21日 - ）は、長崎県長崎市出身のプロ野球選手（外野手、内野手）。右投右打。東京ヤクルトスワローズ所属。

## 経歴

### プロ入り前
長崎市立稲佐小学校1年生から「稲佐青空」でソフトボールを始め、長崎市立淵中学校時代は「長崎シニア」で投手兼外野手としてプレーし全国大会出場を果たし、WBSC U-15ワールドカップにU-15野球日本代表に選出され、4番を務める。当時から目標はプロ野球選手になることで、中学卒業後はプロを目指すため長崎から遠く離れた神奈川県の横浜高校に進学することを決意する。
横浜高校では1年生の夏から1番センターとしてレギュラーを掴み、1年夏の神奈川県大会は小笠原慎之介、吉田凌擁する東海大相模高校に敗れた。甲子園初出場は2年生の夏、1学年先輩のエース藤平尚真、石川達也、同学年の福永奨、1学年後輩の万波中正らとともに第98回全国高等学校野球選手権に出場。2回戦で寺島成輝擁する履正社高校に敗れたが、8打数4安打と結果を残した。「3番・中堅手」として、3年生の夏には、神奈川県大会において、大会新記録タイとなる4戦連発を含む5本塁打を記録し、第99回全国高等学校野球選手権に出場する。「4番・中堅手」で出場した1回戦では安打と盗塁を記録するも、後に同期入団することとなる田浦文丸擁する秀岳館高校に4-6で敗れる。甲子園通算3試合、打率.455（11打数5安打）、1盗塁。大会後9月に開催された2017 WBSC U-18ワールドカップにおいて、田浦らとともにU-18野球日本代表に選出された。打率.158（19打数3安打）だった。
2017年10月26日に行われたプロ野球ドラフト会議にて、福岡ソフトバンクホークスから3位指名を受け、11月25日に契約金5000万円、年俸600万円（金額は推定）で契約合意に達した。背番号は33。

### ソフトバンク時代

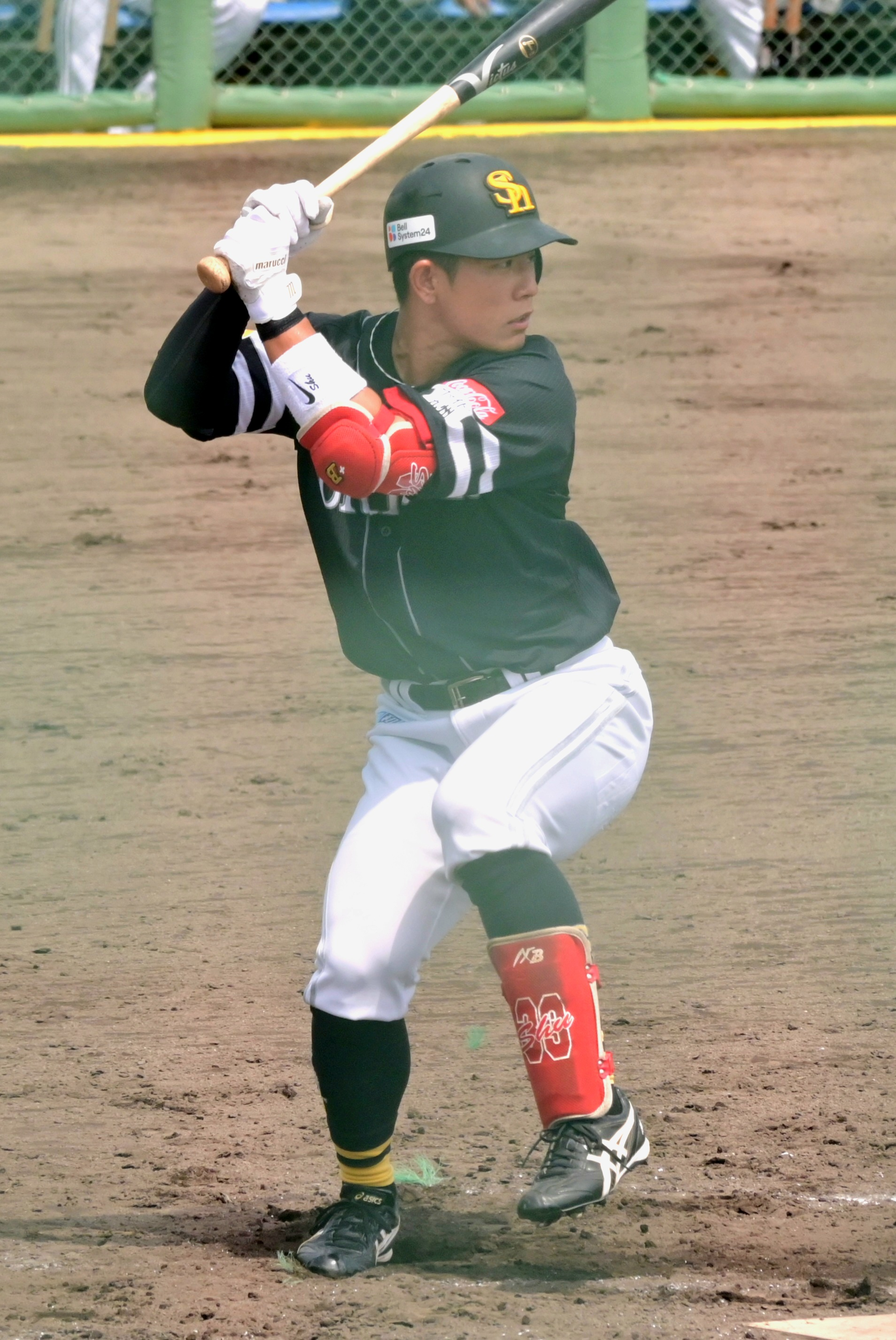
福岡ソフトバンクホークス時代
（2023年7月8日 和歌山県営紀三井寺野球場）

2018年は、内野手として三軍からスタートを切ったが、三軍において62試合に出場し、打率.322、3本塁打、24打点、8盗塁の成績を残し、9月23日に行われたウエスタン・リーグ公式戦、対オリックス・バファローズ戦において、公式戦初のスターティングメンバーに抜擢され初安打を記録する。シーズンオフの11月25日から台湾で開催された2018アジアウインターベースボールリーグにおいて、NPBウエスタン選抜に選出された。
2019年は、ウエスタン・リーグで111試合に出場し、規定打席にも到達。打率.278、7本塁打、53打点を記録する。9月28日のオリックス・バファローズ戦（京セラドーム大阪）では一軍初出場も果たした。2試合の出場で無安打だった。シーズンオフには右手の骨移植術を受け、全治6か月と診断された。
2020年、上記の右手首の手術の影響から一軍公式戦の出場はなく、二軍公式戦の出場も8試合にとどまる。三軍戦において23試合に出場し、打率.270、1本塁打、6打点の成績を残す。
2021年も一軍出場はなかった。
2022年、7月17日に一軍に昇格し、スタメンで起用されると、4回表の第2打席でエニー・ロメロからプロ初安打・初本塁打となるソロ本塁打を放った。
2023年はオープン戦8試合に出場して打率2割の成績で、最終戦で二軍降格を告げられた。開幕一軍入りはならずも、4月18日までにウエスタン・リーグ出場15試合で打率.340、1本塁打、5打点、4試合連続安打など好調な打撃を見せ、19日に一軍に昇格した。昇格当日の対西武戦ではスタメンで起用され、ソロ本塁打を含む2安打2打点の活躍を見せて起用に応えるも、その後が続かず、打率.174で5月5日に登録を抹消された。抹消後は二軍でも一時打撃不調に陥り、6月2日に特例2023の代替指名選手として一軍再昇格するも、5日に抹消された。以降は二軍での打撃が好調を取り戻し、出塁率がリーグトップとなり、7月25日に特例2023の代替指名選手として一軍に再々昇格。8月29日には地元・長崎での試合となる対オリックス戦（ビッグNスタジアム）への凱旋出場を果たした。9月30日に登録抹消され、最終的にこの年は自己最多の一軍35試合に出場で、打撃面では打率.182、1本塁打、3打点と結果を残せなかった。二軍では61試合の出場で、打率.250、1本塁打、14打点、出塁率.374の成績で、右翼44試合、一塁16試合、左翼8試合、中堅4試合、二塁6試合を守った。野球のデータ分析を行う株式会社DELTAによると、総合的評価指標のWARは3.6で、200打席以上の野手ではウエスタン・リーグトップの数値であり、守備指標のUZRは二軍全ポジションでトップの13.7を記録していた。シーズン終了後は二軍秋季教育リーグのみやざきフェニックス・リーグに参加し、翌年一軍監督に就任する二軍監督・小久保裕紀から攻守に指導を受け、3番打者として試合に起用されることもあった。しかし、同リーグ終了直前の10月27日に球団事務所に呼び戻され、翌28日に戦力外通告を受け、育成再契約などの打診もなかった。増田は取材に対し、前日に小久保に挨拶に行った際に「監督自身もちょっとビックリしていたようで。『自分の頭の中にもあった選手だった』とお話いただいた」と明かし、増田が戦力外通告を受けた同日、小久保はみやざきフェニックス・リーグでの指導の際、「結局、（増田）珠の方が野球はうまいよ。あの時に、こうしとけば良かったっていう思いだけはしないように、日々を送れ」と増田を引き合いに出して選手へ訓示する場面があった。増田は「野球は大好きなので、辞める選択肢は今のところはない。今辞めると悔いが残る」と現役続行を希望し、11月8日には東京ヤクルトスワローズが獲得調査を進めていることが報道された。

### ヤクルト時代
2023年11月17日、ヤクルトへの入団が発表された。28日、同じくソフトバンク戦力外からヤクルト入団に至った嘉弥真新也らと共に入団会見に臨んだ。背番号は63、推定年俸は600万円。
2024年の開幕は二軍で迎えるが、4月29日に移籍後一軍に初昇格。同日の読売ジャイアンツ戦（巨人戦）では「1番・右翼手」としてスタメン起用され、移籍後初安打も記録した。その後は代打出場が続き、5月30日に登録抹消されるが、7月5日に一軍再昇格。8月13日の中日ドラゴンズ戦（神宮球場）では、9回に代打として出場し、被本塁打0と圧倒的な成績を残していた抑えのライデル・マルティネスから移籍後初本塁打を放った。9月12日の中日戦（バンテリンドーム）では、同点本塁打を放ちチームの勝利に貢献した。7月以降は一軍に定着し、打率は.207だったものの52試合に出場し19安打、2本塁打、6打点とキャリアハイの数字を残した。
2025年は内野手登録から外野手登録に変更された。

## 選手としての特徴
- 高校通算33本塁打の長打力と強いリストを生かして広角に打ち分けるバッティングが持ち味[3]。
- 目標とする選手は松田宣浩[46]。
- 藤平尚真を兄のように慕っており、対戦したい選手にもあげている[47][48]。

## 人物
ドラフト時の担当スカウトの荒金久雄からは「あの元気はダイヤモンドの中で生きる。内川聖一や松田宣浩の姿を見て学んで、ファンにも愛される選手になってほしい」と評される性格。入団当初から「自分のウリは元気。松田（宣浩）さんのようにムードメーカーになりたい」と語り、本塁打を放った際やお立ち台では松田の「熱男」ならぬ「増男（マスオー！）」のパフォーマンスを披露する。なお、「増男」は増田の愛称としても定着している。増田が2023年オフにソフトバンクから戦力外通告を受ける際には松田にも連絡しており、その際「『嘘やろ』『嘘つくな』みたいな感じで言われました」と明かしている。その後、ヤクルトへの入団が決まったが、松田からは「恥ずかしいと思うけれど、そのキャラはやり通せ」と言われ、ヤクルトでも同じパフォーマンスを続ける予定。
シンガーソングライターの福山雅治は小・中学校の先輩に当たり、福山がパーソナリティを務める『福山雅治 福のラジオ』において、「I am a HERO」の歌詞になぞらえエールを送られた。増田はこの曲を自身の登場曲に使用している。

## 詳細情報

### 年度別打撃成績
| 年 度     | 球 団        | 試 合 | 打 席 | 打 数 | 得 点 | 安 打 | 二 塁 打 | 三 塁 打 | 本 塁 打 | 塁 打 | 打 点 | 盗 塁 | 盗 塁 死 | 犠 打 | 犠 飛 | 四 球 | 敬 遠 | 死 球 | 三 振 | 併 殺 打 | 打 率 | 出 塁 率 | 長 打 率 | O P S |
| --------- | ------------ | ----- | ----- | ----- | ----- | ----- | -------- | -------- | -------- | ----- | ----- | ----- | -------- | ----- | ----- | ----- | ----- | ----- | ----- | -------- | ----- | -------- | -------- | ----- |
| 2019      | ソフトバンク | 2     | 4     | 4     | 0     | 0     | 0        | 0        | 0        | 0     | 0     | 0     | 0        | 0     | 0     | 0     | 0     | 0     | 1     | 0        | .000  | .000     | .000     | .000  |
| 2022      | ソフトバンク | 15    | 45    | 39    | 4     | 10    | 3        | 1        | 1        | 18    | 6     | 0     | 1        | 2     | 1     | 3     | 0     | 0     | 6     | 0        | .256  | .302     | .462     | .764  |
| 2023      | ソフトバンク | 35    | 75    | 66    | 7     | 12    | 2        | 0        | 1        | 17    | 3     | 0     | 0        | 1     | 0     | 5     | 0     | 3     | 17    | 0        | .182  | .270     | .258     | .528  |
| 2024      | ヤクルト     | 52    | 102   | 92    | 8     | 19    | 4        | 0        | 2        | 29    | 6     | 0     | 1        | 4     | 0     | 5     | 0     | 1     | 22    | 2        | .207  | .255     | .315     | .570  |
| 通算：4年 | 通算：4年    | 104   | 226   | 201   | 19    | 41    | 9        | 1        | 4        | 64    | 15    | 0     | 2        | 7     | 1     | 13    | 0     | 4     | 46    | 2        | .204  | .265     | .318     | .583  |

- 2024年度シーズン終了時

### 年度別守備成績
内野守備
| 年 度 | 球 団        | 一塁  | 一塁  | 一塁  | 一塁  | 一塁  | 一塁     | 二塁  | 二塁  | 二塁  | 二塁  | 二塁  | 二塁     | 三塁  | 三塁  | 三塁  | 三塁  | 三塁  | 三塁     |
| 年 度 | 球 団        | 試 合 | 刺 殺 | 補 殺 | 失 策 | 併 殺 | 守 備 率 | 試 合 | 刺 殺 | 補 殺 | 失 策 | 併 殺 | 守 備 率 | 試 合 | 刺 殺 | 補 殺 | 失 策 | 併 殺 | 守 備 率 |
| ----- | ------------ | ----- | ----- | ----- | ----- | ----- | -------- | ----- | ----- | ----- | ----- | ----- | -------- | ----- | ----- | ----- | ----- | ----- | -------- |
| 2019  | ソフトバンク | -     | -     | -     | -     | -     | -        | 2     | 1     | 0     | 0     | 0     | 1.000    | 2     | 0     | 0     | 0     | 0     | ----     |
| 2022  | ソフトバンク | 2     | 13    | 0     | 0     | 1     | 1.000    | -     | -     | -     | -     | -     | -        | -     | -     | -     | -     | -     | -        |
| 2023  | ソフトバンク | 1     | 6     | 1     | 0     | 1     | 1.000    | -     | -     | -     | -     | -     | -        | -     | -     | -     | -     | -     | -        |
| 2024  | ヤクルト     | 1     | 2     | 0     | 0     | 0     | 1.000    | -     | -     | -     | -     | -     | -        | -     | -     | -     | -     | -     | -        |
| 通算  | 通算         | 4     | 21    | 1     | 0     | 2     | 1.000    | 2     | 1     | 0     | 0     | 0     | 1.000    | 2     | 0     | 0     | 0     | 0     | ----     |

外野守備
| 年 度 | 球 団        | 外野  | 外野  | 外野  | 外野  | 外野  | 外野     |
| 年 度 | 球 団        | 試 合 | 刺 殺 | 補 殺 | 失 策 | 併 殺 | 守 備 率 |
| ----- | ------------ | ----- | ----- | ----- | ----- | ----- | -------- |
| 2022  | ソフトバンク | 10    | 20    | 0     | 0     | 0     | 1.000    |
| 2023  | ソフトバンク | 19    | 30    | 1     | 1     | 1     | .969     |
| 2024  | ヤクルト     | 31    | 40    | 0     | 0     | 0     | 1.000    |
| 通算  | 通算         | 60    | 90    | 1     | 1     | 1     | .989     |

- 2024年度シーズン終了時

### 記録
初記録
- 初出場：2019年9月28日、対オリックス・バファローズ24回戦（京セラドーム大阪）、4回裏に松田宣浩に代わり三塁手で出場
- 初打席：同上、6回表に荒西祐大から中飛
- 初先発出場：2022年7月17日、対千葉ロッテマリーンズ13回戦（ZOZOマリンスタジアム）、「6番・左翼手」で先発出場
- 初安打・初本塁打・初打点：同上、4回表にエンニー・ロメロから右越ソロ[18]

### 背番号
- 33（2018年[9] - 2023年）
- 63（2024年[36] - ）

### 登場曲
- 「I am a HERO」福山雅治（2018年 - 2021年）
- 「がんばらんば体操」さだまさし（2018年 - 2021年）
- 「虹」福山雅治（2022年 - ）
- 「革命」福山雅治（2022年 - ）

### 代表歴
- WBSC U-15ワールドカップ：U-15野球日本代表
- 2017 WBSC U-18ワールドカップ：U-18野球日本代表